# Arrondissement du Plateau des lacs mecklembourgeois
L'arrondissement du Plateau des lacs mecklembourgeois (Landkreis Mecklenburgische Seenplatte en allemand) est un arrondissement (Landkreis) du Mecklembourg-Poméranie-Occidentale créé par la réforme du 4 septembre 2011 en Allemagne du nord-est. Il comprend comme son nom l'indique une grande partie du plateau des lacs mecklembourgeois. Son chef-lieu se trouve à Neubrandenbourg. Sa population était de 257 525 habitants au 31 décembre 2021. Il est formé de 171 communes. Sa superficie de 5 496 km2 en fait le plus grand arrondissement d'Allemagne.

## Villes, communes et communautés d'administration
(nombre d'habitants en 2006)

Situation des cantons dans l'arrondissement.

Communes autonomes (Amtsfreie Gemeinde) :
1. Dargun, ville (4 995)
2. Demmin, ville hanséatique (Hansestadt) (12 633)
3. Feldberger Seenlandschaft (Siège : Feldberg) (4 956)
4. Neubrandenburg, ville (67 517)
5. Neustrelitz, ville * (22 152)
6. Waren (Müritz), ville * (21 236)

Cantons (Amt) et communes rattachées
* Sièges des cantons
| - 1. Amt Demmin-Land (Siège : Demmin) 1. Beggerow (630) 2. Borrentin (1 005) 3. Hohenbollentin (132) 4. Hohenmocker (608) 5. Kentzlin (249) 6. Kletzin (867) 7. Lindenberg (272) 8. Meesiger (305) 9. Nossendorf (857) 10. Sarow (867) 11. Schönfeld (443) 12. Siedenbrünzow (629) 13. Sommersdorf (276) 14. Utzedel (564) 15. Verchen (426) 16. Warrenzin (427) - 2. Amt Friedland 1. Datzetal (978) 2. Eichhorst (555) 3. Friedland, ville * (7 251) 4. Galenbeck (1 444) 5. Genzkow (167) 6. Glienke (139) - 3. Amt Malchin am Kummerower See 1. Basedow (780) 2. Duckow (278) 3. Faulenrost (773) 4. Gielow (1 438) 5. Kummerow (688) 6. Malchin, ville * (7 866) 7. Neukalen, ville (2 140) - 4. Amt Malchow 1. Alt Schwerin (565) 2. Fünfseen (1 258) 3. Göhren-Lebbin (635) 4. Malchow, ville * (7 104) 5. Nossentiner Hütte (724) 6. Penkow (295) 7. Silz (372) 8. Walow (565) 9. Zislow (190) - 5. Amt Mecklenburgische Kleinseenplatte 1. Mirow, ville * (3 666) 2. Priepert (304) 3. Roggentin (729) 4. Wesenberg, ville (3 249) 5. Wustrow (727) - 6. Amt Neustrelitz-Land (Siège : Neustrelitz) 1. Blankensee (1 907) 2. Blumenholz (858) 3. Carpin (989) 4. Godendorf (240) 5. Grünow (331) 6. Hohenzieritz (553) 7. Klein Vielen (775) 8. Kratzeburg (527) 9. Möllenbeck (775) 10. Userin (718) 11. Wokuhl-Dabelow (589) | - 7. Amt Neverin 1. Beseritz (160) 2. Blankenhof (722) 3. Brunn (1 191) 4. Neddemin (344) 5. Neuenkirchen (1 238) 6. Neverin * (1 172) 7. Sponholz (836) 8. Staven (513) 9. Trollenhagen (982) 10. Woggersin (559) 11. Wulkenzin (1 571) 12. Zirzow (342) - 8. Amt Penzliner Land 1. Ankershagen (673) 2. Kuckssee (498) 3. Möllenhagen (1 876) 4. Penzlin, ville * (4 038) - 9. Amt Röbel-Müritz 1. Altenhof (408) 2. Bollewick (416) 3. Buchholz (146) 4. Bütow (499) 5. Fincken (424) 6. Gotthun (299) 7. Grabow-Below (131) 8. Groß Kelle (142) 9. Kieve (148) 10. Lärz (568) 11. Leizen (523) 12. Ludorf (513) 13. Massow (221) 14. Melz (395) 15. Priborn (425) 16. Rechlin (2 263) 17. Röbel/Müritz, ville * (5 335) 18. Schwarz (416) 19. Sietow (659) 20. Stuer (291) 21. Vipperow (436) 22. Wredenhagen (534) 23. Zepkow (230) - 10. Amt Seenlandschaft Waren (Siège : Waren (Müritz)) 1. Dratow-Schloen (827) 2. Grabowhöfe (1 059) 3. Groß Plasten (812) 4. Hohen Wangelin (746) 5. Jabel (606) 6. Kargow (748) 7. Klink (1 166) 8. Klocksin (419) 9. Moltzow (358) 10. Neu Gaarz (128) 11. Peenehagen (1 081) 12. Schwinkendorf (573) 13. Torgelow am See (452) 14. Varchentin (397) 15. Vielist (528) 16. Vollrathsruhe (507) | - 11. Amt Stargarder Land 1. Burg Stargard, ville * (4 524) 2. Cammin (322) 3. Cölpin (882) 4. Groß Nemerow (1 309) 5. Holldorf (847) 6. Lindetal (1 364) 7. Pragsdorf (530) - 12. Amt Stavenhagen 1. Bredenfelde (194) 2. Briggow (373) 3. Grammentin (252) 4. Gülzow (491) 5. Ivenack (933) 6. Jürgenstorf (1 150) 7. Kittendorf (353) 8. Knorrendorf (684) 9. Mölln (575) 10. Ritzerow (486) 11. Rosenow (1 068) 12. Stavenhagen, ville * (6 295) 13. Zettemin (373) - 13. Amt Treptower Tollensewinkel 1. Altenhagen (361) 2. Altentreptow, ville * (6 153) 3. Bartow (587) 4. Breesen (584) 5. Breest (181) 6. Burow (1 129) 7. Gnevkow (401) 8. Golchen (315) 9. Grapzow (453) 10. Grischow (291) 11. Groß Teetzleben (747) 12. Gültz (622) 13. Kriesow (369) 14. Pripsleben (288) 15. Röckwitz (323) 16. Siedenbollentin (671) 17. Tützpatz (623) 18. Werder (626) 19. Wildberg (630) 20. Wolde (705) - 14. Amt Woldegk 1. Groß Miltzow (1 269) 2. Helpt (402) 3. Kublank (207) 4. Mildenitz (557) 5. Neetzka (295) 6. Petersdorf (164) 7. Schönbeck (465) 8. Schönhausen (288) 9. Voigtsdorf (109) 10. Woldegk, ville * (4 061) |